# Луис де Гранада
Луис де Гранада (исп. Luis de Granada, собственное имя исп. Luis de Sarria, 1504, Гранада — 31 декабря 1588, Лиссабон) — испанский богослов, монах-доминиканец, один из великих мистиков Испании, наряду с Святой Тересой и Сан-Хуаном де ла Крус.

## Биография
Сын бедных галисийцев, рано потерял отца, мать была вынуждена просить подаяние. Знатный гранадец граф де Мендоса пожалел мальчика и взял его в пажи к одному из своих сыновей, Диего Уртадо де Мендоса (впоследствии ставшему известным как поэт, писатель, дипломат и историк). Луис рос в Альгамбре, где жило семейство Мендоса.
В девятнадцатилетнем возрасте он вступил в доминиканский монастырь в Гранаде, в 1525 принял монашеский сан и взял имя Луиса де Гранады. В 1529, уже обладая глубокими теологическими познаниями, был послан учиться в Вальядолид, где сблизился с выдающимся богословом Мельчором Кано, развивавшим гуманистические идеи Эразма Роттердамского. Позднее служил в Кордове, где был близок к Хуану Авильскому. С 1551 жил в Португалии — в Эворе и Лиссабоне, куда был призван за выдающийся дар красноречия.

## Труды
Оба наиболее знаменитых трактата Луиса де Гранады Libro de la oración y meditación (Книга молитв и медитаций) (1554) и Guía de Pecadores (Путеводитель для Грешников) (1556) были внесены Инквизицией в Индекс запрещенных книг (1559), однако их одобрил Тридентский собор, они были просмотрены и утверждены папой Пием IV и кардиналом Карло Борромео. Инквизиция и позднее находила в трудах Луиса де Гранады влияние протестантизма.
Собрание сочинений фра Луиса де Гранады в девяти томах было издано в 1578 в Антверпене.

## Признание
Сочинения Луиса де Гранады издаются по сей день не только как богословские труды, но и как выдающиеся памятники испанского языка (он писал также на латинском и португальском). Их фрагменты включены в школьные хрестоматии, представительные антологии испанской словесности.
Беатифицирован в 1997.

## Современные сводные издания
- Obras completas. Madrid: Fundación Universitaria Española, 2001.